# Florian Kleine
Florian Kleine (* 1975 in Kiel) ist ein deutscher Schauspieler.

## Leben

### Ausbildung
Florian Kleine besuchte 1995–1996 das American Musical Theater (AMT) in San José in Kalifornien. Seine Schauspielausbildung absolvierte er 1995–1996 am American Conservatory Theater (A.C.T.) in San Francisco, an der Liverpool Theater School and College (LIPA) in Liverpool (1996) und von 1996 bis 2000 an der Freiburger Schauspielschule.

### Theater
Erste Bühnenengagements hatte er in den Jahren 1999/2000 an den Kammerspielen im E-Werk (KIEW) in Freiburg, am Theater Freiburg, am Theater im Bauturm in Köln (2002, als Valmont in Quartett von Heiner Müller) und am Staatstheater Braunschweig (Spielzeit 2003/04). Ab der Spielzeit 2004/05 war er bis zum Ende der Spielzeit 2005/06 festes Ensemblemitglied beim Jungen Theater Göttingen. Zu seinen Bühnenrollen dort gehörten u. a. Craig in Ladies’ Night (2004), Melchior Gabor in Frühlings Erwachen (2004), der Zahlkellner Leopold in der Operette Im weißen Rößl (2005), der Sekretär Wurm in Kabale und Liebe (2005) und Cliff in Blick zurück im Zorn (2005). 
In den Jahren 2006/2007 gastierte er erneut am Theater Freiburg und im Sommer 2007 bei den Heidelberger Schlossfestspielen. In der Spielzeit 2007/08 war er am Saarländischen Staatstheater Saarbrücken engagiert, wo er u. a. als Morten/Leutnant in der Bühnenfassung der Buddenbrooks von John von Düffel (Regie: Stephan Suschke) und als Herzog von Cornwall in König Lear (Regie: Hermann Schein) auftrat. Es folgten Engagements am „Theater Halle 7“ in München (2009), am Zimmertheater Tübingen (2009) und erneut am Staatstheater Braunschweig (2009–2011, als Münz-Matthias in Brecht/Weills Die Dreigroschenoper).
Ab der Spielzeit 2011/12 gehörte er bis zum Ende der Spielzeit 2012/13 zum festen Ensemble am Theater der Altmark. Hier trat er u. a. als Macduff in Macbeth (2011–2012, Regie: Dirk Löschner), als v. Schlettow in Der Hauptmann von Köpenick (2012, Regie: Jan Steinbach), als Alceste in Der Menschenfeind (2011–2013, Regie: Andreas Janes), als Lämmermaier in der Operette Frau Luna (2011–2012, Regie: Sarah Kohrs) und als Florindo Aretusi in Der Diener zweier Herren (2013, Regie: Jürg Schlachter) auf.
In der Spielzeit 2013/14 gastierte er am Theater Lübeck als Pedro in dem Musical Der Mann von La Mancha. Er gastierte auch am Schauspiel Frankfurt (2014) und am Monbijou Theater in Berlin (2016). Dort trat er u. a. als Alcest in Die Mitschuldigen (2016), als Mr. Page in Die lustigen Weiber von Windsor (2016) und als Mephisto in Faust I (2017) auf.
In der Spielzeit 2017/18 gastierte er in der Rolle des Hufschmidt in dem Theaterstück Bandscheibenvorfall von Ingrid Lausund am Emma Theater des Theater Osnabrück. Im Sommer 2018 spielte er am Monbijou Theater den Karl Moor in Die Räuber. In der Spielzeit 2018/19 war er am Theater Osnabrück als Karl Liebknecht in Rosa und Karl nach Alfred Döblins Tetralogie „November 1918“ in einer Fassung von Sophia Barthelmes zu sehen. In der Spielzeit 2019/20 folgte dort der Tybalt in Romeo und Julia.
2021 gastierte er in zwei Produktionen am Schlosstheater Celle. Seit Sommer 2021 gehört Florian Kleine zum Leitungsteam des Monbijou Theaters in Berlin.

### Film und Fernsehen
Nach seinen zahlreichen Theaterengagements arbeitet Kleine seit einigen Jahren verstärkt auch für Film und Fernsehen, wo er meist größere und kleinere Nebenrollen übernimmt. In dem Märchenfilm Der Schweinehirt, einer Neuverfilmung des gleichnamigen Märchens von Hans Christian Andersen, der Weihnachten 2017 auf Das Erste erstausgestrahlt wurde, spielte Kleine die Rolle des Schweinehirten, der mit Prinz Augustin (Emilio Sakraya) Kleider und Rolle tauscht. In der ZDF-Fernsehreihe Ella Schön  (2021/22) spielte Kleine den Fischländer Dorfpolizisten Henner Lange.

### Privates
Aufgrund mehrerer Aufenthalte in den Vereinigten Staaten spricht Kleine Englisch mit leichtem Westcoast-Akzent. In den Sommermonaten betreibt Kleine seit 2011 gemeinsam mit Freunden das „Viking Café Iceland“, ein kleines Café am Fuße des Lítla Horn in Höfn an der Ostküste Islands. Er ist Mitglied im Bundesverband Schauspiel (BFFS) und lebt in Berlin.

## Filmografie (Auswahl)
- 1998: Rosenzweigs Freiheit (Fernsehfilm)
- 2000: Tatort: Kalte Herzen (Fernsehreihe)
- 2003: Geschlecht weiblich (Fernsehfilm)
- 2005: Brief eines Unbekannten (Fernsehfilm)
- 2013: SOKO München – Bis die Maske fällt (Fernsehserie, Episodenrolle)
- 2015: German Angst (Spielfilm)
- 2015: Nicht weit von mir (Spielfilm)
- 2016: Cornerstorys - Geschichten aus der Heimat
- 2016: 24 Wochen (Kinofilm)
- 2016: Plan B – Scheiss auf Plan A (Kinofilm)
- 2016: Hilfe, wir sind offline! (Fernsehfilm)
- 2016: Ich will (k)ein Kind von Dir (Fernsehfilm)
- 2017: Tatort: Der Fall Holdt (Fernsehreihe)
- 2017: Der Schweinehirt (Fernsehfilm)
- 2019: Der Weihnachtsgrummel (Miniserie)
- 2021: Ella Schön: Land unter (Fernsehreihe)
- 2021: Die Diplomatin – Mord in St. Petersburg (Fernsehreihe)
- 2022: Freundschaft auf den zweiten Blick (Fernsehfilm)
- 2022: Familienerbe (Fernsehfilm)
- 2022: Ella Schön: Das Glück der Erde (Fernsehreihe)
- 2022: Ella Schön: Freischwimmer (Fernsehreihe)
- 2022: Bis zum letzten Tropfen (Fernsehfilm)
- 2022: Seeland – Ein Krimi vom Bodensee (Fernsehfilm)
- 2022: Wolfsland: 20 Stunden (Fernsehreihe)
- 2023: SOKO Hamburg – Die letzte Beichte (Fernsehserie, Episodenhauptrolle)
- 2023: SOKO Wismar – Vorsingen (Fernsehserie)
- 2024: Pinki (Kinofilm)